# Balthasar Aff

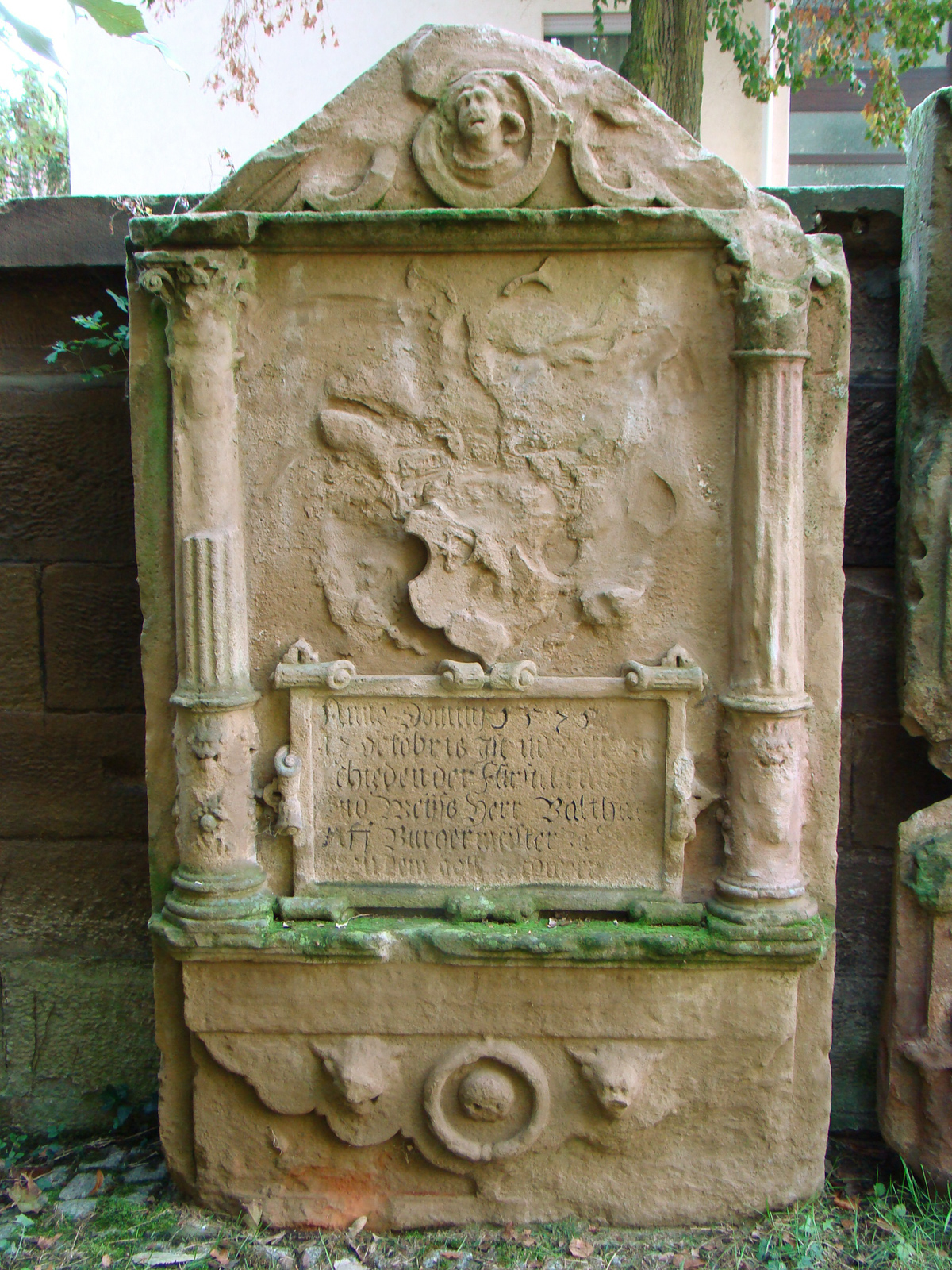
Grabstein von Balthasar Aff auf dem Alten Friedhof in Heilbronn

Balthasar Aff (* unbekannt; † 17. Oktober 1575) war von 1574 bis zu seinem Tod Bürgermeister der Stadt Heilbronn.

## Leben
Ab 1547 gehörte Balthasar Aff dem Rat der Stadt Heilbronn an. Nach der aristokratischen Ratsverfassung durch Kaiser Karl V. ab 1552 war er zunächst Mitglied des großen (aber bedeutungsloseren) Rats der Reichsstadt, 1563 gehörte er dem Heilbronner Gericht an, 1564 wurde er in den mächtigen kleinen Patrizierrat aufgenommen, wurde im selben Jahr Steuerherr und folgte 1574 seinem Bruder Georg Aff als Bürgermeister der Reichsstadt. Seine Großnichte war die Frau von David Kollenberger, der von 1607 bis 1628 ebenfalls Bürgermeister in Heilbronn war.
Balthasar Aff war mit Barbara Beger verheiratet und hatte mit ihr zwei Kinder: Wilhelm und Anna. Wilhelm heiratete später Klara Anna Berlin, die Tochter des Bürgermeisters Wolf Berlin. Anna heiratete später Ludwig Imlin, den Sohn des Bürgermeisters Clement Imlin. Diese Hochzeiten innerhalb der Heilbronner Patrizier waren politisch bedingt, konnten doch auch geschwägerte Personen in den Patrizierrat aufgenommen werden. Die Mutter der Regina Aff  (* 1587 in  Heilbronn; † 1638 ebenda) wurde 1613 als Hexe angeklagt, gefoltert und ist an der Folter im Gefängnis verstorben.
Die Familie der Aff stammte aus der Wetterau und ist Mitte des 15. Jahrhunderts nach Heilbronn zugewandert. Dort ist sie bis zum Jahre 1812 belegt. Die Familie gehörte dem Patriziat an und ist sowohl in Heilbronn als auch in Weinsberg und Wimpfen belegt.
Der Grabstein von Balthasar Aff ist auf dem Alten Friedhof in Heilbronn erhalten.

## Wappen
Das Wappen der Aff zeigt vor einem blauen Hintergrund einen aufrecht stehenden Affen, der in der Hand einen goldenen Stern und um den Hals ein Halsband und eine Kette trägt.